# Russisches Kriegsschiff, f*** dich …!
Russisches Kriegsschiff, f*** dich …! (ukrainisch Русскій воєнний корабль, іді …! Russkij wojennyj korabl, idi …!, von russisch Иди на хуй, deutsch wörtlich Geh zum Schwanz, sinngemäß Fick dich) ist eine Sondermarke der ukrainischen Post Ukrposhta. Sie wurde am 12. April 2022 in Erinnerung an einen Vorfall während des russischen Überfalls auf die Ukraine vorgestellt und herausgegeben.
Die Briefmarke zeigt einen ukrainischen Soldaten, der dem russischen Kriegsschiff Moskwa den Stinkefinger zeigt. Auf einem Sonderstempel und einem Umschlag (vgl. Ganzsache/Ersttagsbrief) ist der Anfang des Spruches „Russisches Kriegsschiff, fick dich“ zu lesen. Die Moskwa sank zwei Tage nach Herausgabe der Briefmarke am 14. April 2022.

## Hintergrund und Herausgabe

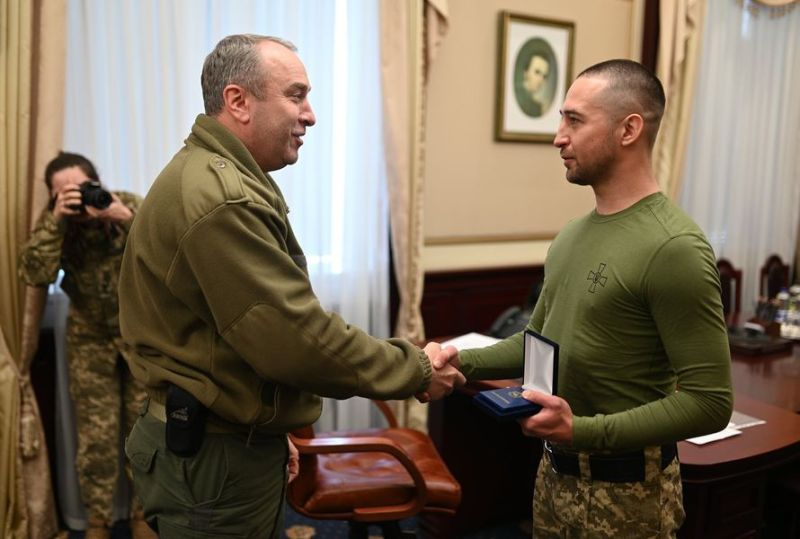
Roman Hrybow (rechts) erhält im März 2022 eine Auszeichnung von Ihor Taburets, Gouverneur der Oblast Tscherkassy

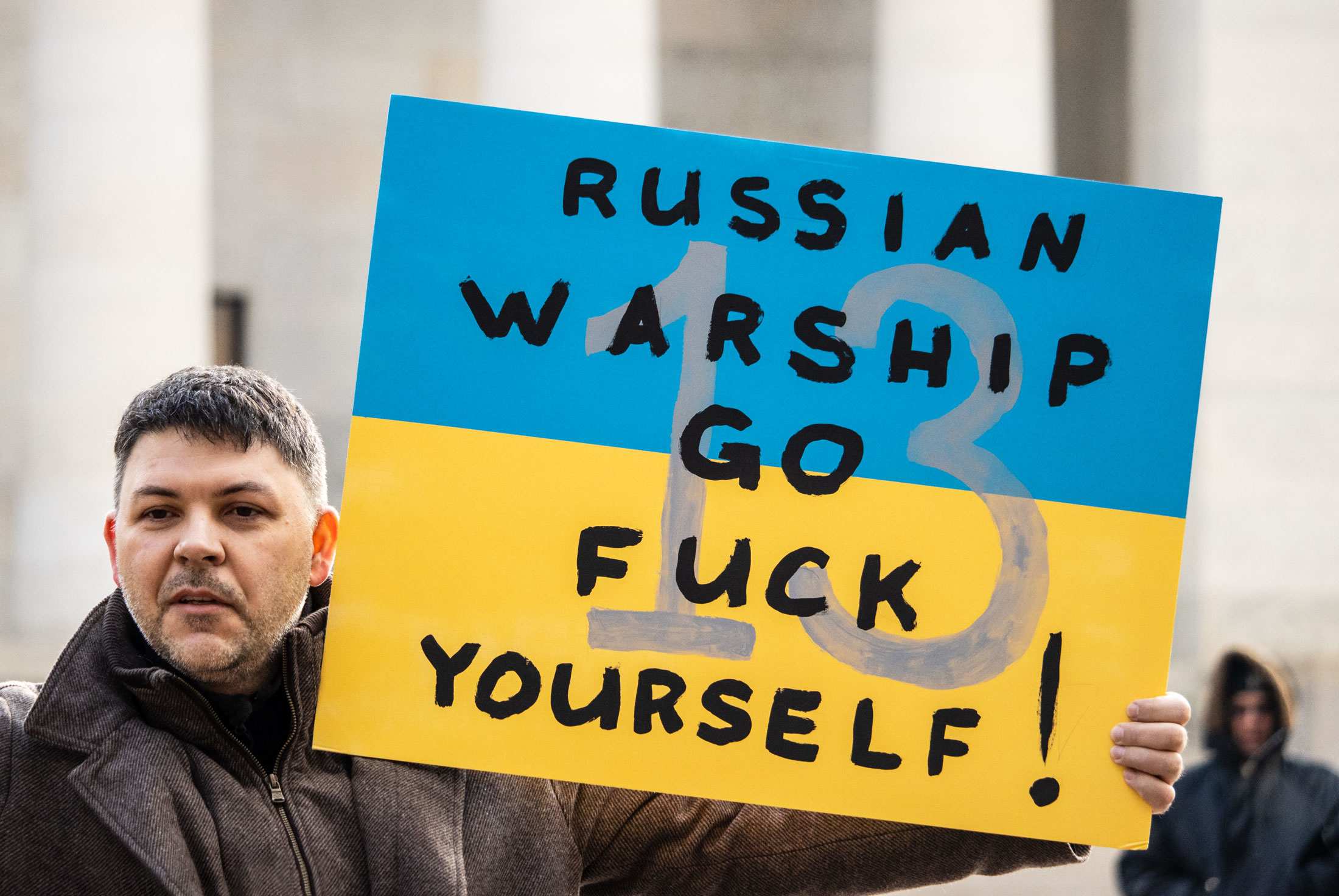
Eine Demonstration im amerikanischen Ohio am 26. Februar 2022. Das Schild präsentiert den Spruch auf Englisch.

Am 24. Februar 2022 hatten sich der Lenkwaffenkreuzer Moskwa und das Patrouillenboot Wassili Bykow der ukrainischen Schlangeninsel im Schwarzen Meer genähert. Die ukrainischen Soldaten auf der Insel lehnten eine Kapitulation ab, stattdessen antwortete der ukrainische Soldat Roman Hrybow über Funk auf Russisch «Русский военный корабль, иди на хуй!» (sinngemäß „Russisches Kriegsschiff, fick dich!“). Der Spruch wurde in der Folge äußerst populär, beispielsweise wurde er auf Demonstrationen verbreitet sowie auf T-Shirts und Werbeplakaten abgedruckt.

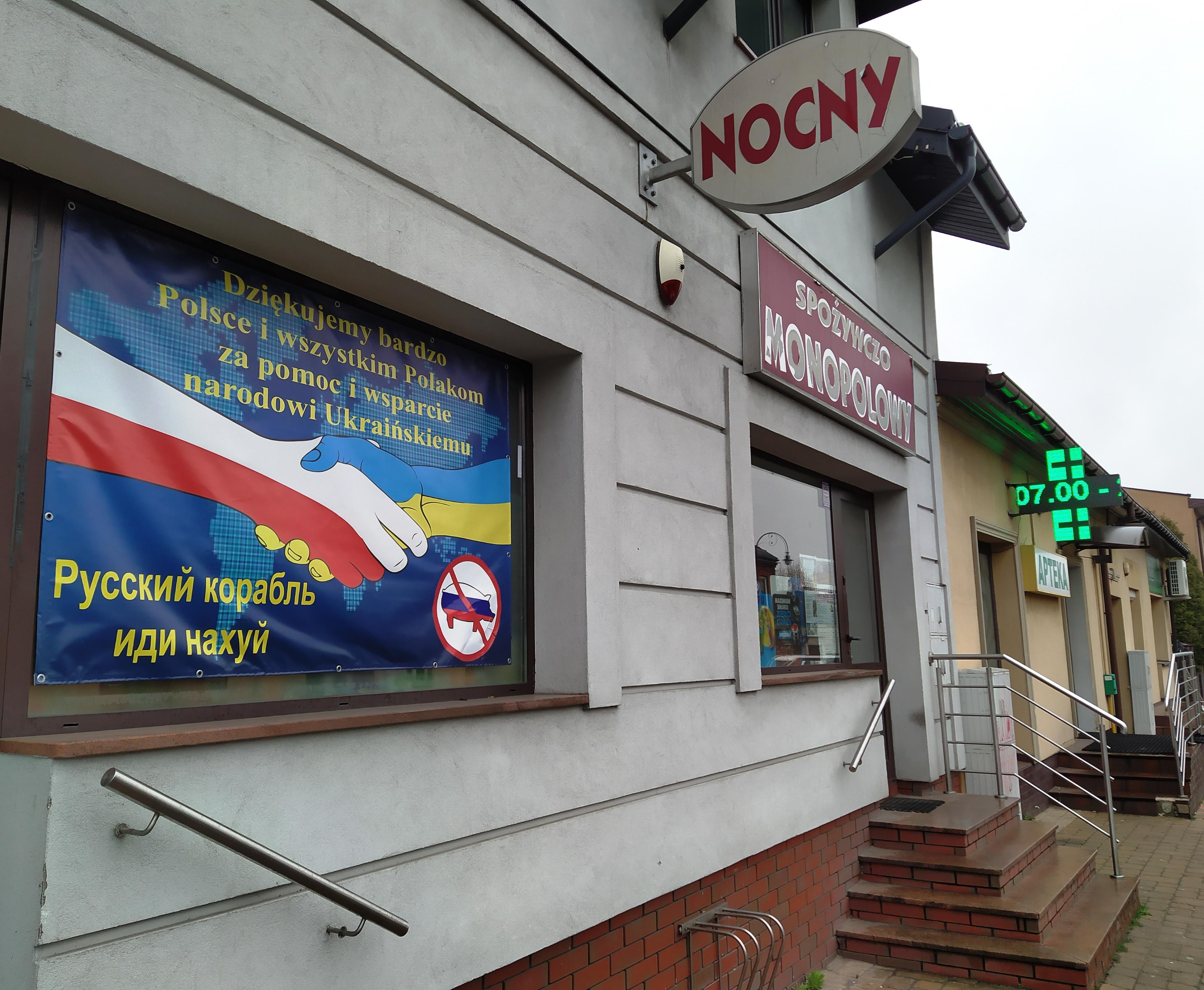
Der Spruch auf einem Poster in einem Schaufenster im polnischen Mszczonów, Foto vom 21. April 2022

Am 8. März 2022 startete die ukrainische Post auf Facebook und Instagram einen Wettbewerb, in dem der Entwurf des Künstlers Boris Groh die meisten Stimmen erhielt. Zwanzig Entwürfe waren vorgelegt worden; an der Abstimmung nahmen schließlich 8000 Menschen teil. 1700 Stimmen gingen an den Entwurf von Groh. Am 11. März 2022 veröffentlichte die Post den Siegerentwurf auf Facebook.

## Beschreibung
Die Briefmarke bildet die Zeichnung eines ukrainischen Soldaten mit Gewehr ab. Seine rechte Hand zeigt den Stinkefinger in Richtung eines Kriegsschiffes. Auf dem Schiff ist die Zahl 121 erkennbar, wie auf der Moskwa, und die russische Flagge weht dort.
Der Sonderstempel zur Briefmarke beinhaltet die Umrisse der Schlangeninsel. Dort und auf dem dazu passenden Umschlag steht der Anfang des Spruches «Русскій воєнний корабль, іді…!» Hinzu kommt auf dem Umschlag eine Darstellung der Akustikwelle des Spruches.

## Wert und Vertrieb
Die Sonderbriefmarke gibt es in einer Version für den Versand von Inlandsbriefen mit dem Nennwert „F“ und einer für Auslandsbriefe mit dem Nennwert „W“. Vertrieben wurde sie über alle Poststellen sowie den Online-Shop der ukrainischen Post.
Die Auflage ist auf insgesamt eine Million Exemplare limitiert (Nennwert „F“ und „W“ jeweils 500.000 Stück). Zudem wurden 20.000 Ersttagsbriefe mit einem Ersttagsstempel in Form eines Landkartenumrisses der Ukraine herausgegeben.
Laut Ihor Smilyanskyi von der ukrainischen Post war die Briefmarke am 15. April in Kiew ausverkauft. Wegen russischer Luftangriffe auf die entsprechende Fabrik habe man noch nicht die geplante Menge drucken können. Bereits am 18. April 2022 hat der Online-Shop der ukrainischen Post die Briefmarke in beiden Ausführungen als ausverkauft markiert.

## Maße
Die Maße der Briefmarke mit dem beschrifteten Nennwert „F“ betragen 40,6 mm × 26 mm und jene mit dem Nennwert „W“ 40,5 mm × 30 mm.

## Präsentation und Rezeption
Der Soldat, von dem der Funkspruch mit der groben Antwort stammen soll, heißt Roman Hrybow und wurde am 29. März 2022 für seine Tapferkeit mit einem Orden geehrt. Er und der Chef der ukrainischen Post, Ihor Smeljansky, haben die ersten Sonderbriefumschläge mit den Marken im Kiewer Hauptpostamt signiert.
Die Ukrposhta verlieh der Marke nicht nur einen ukrainischen, sondern auch einen englischsprachigen Titel, sie gab ihn entweder als „Russian warship, go …!“ oder „Russian warship, f***k you…!“ wieder.
Präsident Wolodymyr Selenskyj ließ sich mit den Briefmarken fotografieren und kommentierte, russische Kriegsschiffe sollten nur in eine Richtung fahren.